# 治験審査委員会
治験審査委員会 （ちけんしんさいいんかい）は、治験実施機関に設置される委員会で、治験実施機関が治験の依頼を受けて治験を実施する際に、倫理性に問題がないか、治験参加者の「人権」と「安全性」に問題が無いかなど、治験の倫理性、安全性、科学的妥当性を審査する日本の組織である。治験実施機関には「治験審査委員会」を設置することが義務付けられており、委員の構成、委員会の業務などはGCPという医薬品規制調和国際会議（ICH）が定めた臨床試験（日本で言う治験も含む）を実施するための基準で定められている。
なお、「治験」以外の臨床研究実験監督機関については「倫理委員会」を参照の事。

## 調査・審議内容
一般的に、下記のようなことを調査・審議する。
- 治験が倫理的及び科学的に妥当かどうか
- 治験が当該医療機関において行うのに適当かどうか
- 治験の継続の適否
- モニタリング、監査の報告に対する意見

## 名称
日本の治験審査委員会は、米国の制度（IRB）を参考にしたため、日本では治験審査を指して俗に「IRB」と呼ばれる場合がある。しかしながら、米国のIRB（Institutional Review Board）とは制度も異なるもので、行政などがIRBという用語を使う場合は正しく区別するなど、注意が必要である。また、その日本語表記も、日本医師会「施設内審査委員会（IRB）」、大阪市立大学医学部「研究倫理審査委員会（IRB）」、「治験審査委員会 （IRB）」としたり様々で、米国IRBを指すのか、治験審査を指すのか、臨床試験一般を含めるのか、制度全体を指すのか、意味合いのみならず表記も定まっていない。

## 批判
日本には、医薬品治験以外の倫理試験を監督する第三者機関を定める法的規制が存在せず臨床試験に対する監督体制が不十分であり、2016年には、聖マリアンナ医科大学病院において臨床研究の倫理指針に反する数々の不正が行われていたことが読売新聞にスクープされる事件も起きている。日本においては、日本製の医薬品を国際基準に適合させるための治験審査委員会のみとなっている。
これに対し、日弁連は1980年（昭和55年）より、「わが国医学会の対応は極めて鈍い。わが国でも、例えば、名古屋市立医科大学小児科の乳児院収容児人体実験事件に対する日弁連人権委員会の警告（一九五五年）、新潟大学医学部恙虫病人体実験事件に対する日弁連人権擁護委員会の警告（一九五七年）、新薬キセナラミン事件に対する法務局の勧告（一九六七年）、広島大学原爆放射能医学研究所の癌の人体実験に対する日弁連人権擁護委員会の警告（一九七０年）、いわゆる和田心臓移植事件に対する日弁連第一四回人権擁護大会における宣言、提案など、貴重な反省材料があるにもかかわらず、精神神経学会理事会の例を除けば人体実験の準則すら定立されていない。人体実験の第三者審査委員会制度については、未だに一顧だにされていない、わずかに、新薬のいわゆる臨床試験について、極めて限られた大学病院などにおいて、一種の第三者審査制度が設けられてはいるが、その第三者性は弱く、また被験者の承諾についての法的審査は殆ど行われていない」ため「ヘルシンキ宣言の遵守を義務づけることを求める」としていた。
日本医師会は問題として「日本のGCP省令は、薬事法第2条第７項に定める『治験』と呼ばれる臨床研究に限って、規制対象としている点である」とし、「わが国では薬事法の対象となる臨床試験/研究を、わが国独自の概念である『治験』に限定し、それ以外の臨床研究は法律上無関係ということにしてしまったのである。そのため、折角薬事法の改正までしてGCP基準を導入しながら、欧米先進諸国とは異なり、いわゆる『治験』以外の臨床研究をGCPの対象外とすることによって、わが国の臨床研究の規制に、大きな抜け穴を残すことになった。横浜合意から約７年経過した平成15(2003)年７月、厚生労働省は治験以外の臨床研究を対象とする『臨床研究に関する倫理指針』なるものを、法律上の根拠無しに制定・公布したが、ICH-GCP基準とは似て非なるもので、2008年の登録制度の導入など、その後の改訂内容を考慮しても、ICH-GCPが示した人間を対象とする臨床研究(試験)の際のデータの信頼性と被験者の人権保障を確保するための国際的な公的基準からはほど遠く、悪しき意味でのダブル・スタンダードを国自体が容認しているといわざるを得ない。近年、薬事法対象外の臨床研究を巡りデータ改ざん問題が頻発しているが、ICH-GCPというデータの信頼性確保と患者・被験者の人権擁護のための国際的基準の採用に合意しながら、新薬の治験以外の臨床研究を対象外として自ら規制しないばかりか、依然としてダブル・スタンダードを容認し続ける当局者の無責任な対応が、温床になっていることを改めて指摘したい」としている。